# Любе Бошкоски
Любе Бошкоски (на македонска литературна норма: Љубе Бошкоски), известен също като Брат Любе (Брат Љубе) сред неговите поддръжници, е политик от Северна Македония, министър на вътрешните работи от 2001 до 2002 година. В качеството си на вътрешен министър командва специални полицейски сили по време на междуетническия конфликт през 2001 г. в Република Македония, за което по-късно е обвинен от Международен наказателен трибунал за бивша Югославия във военни престъпления.

## Биография

### Ранен живот и образование
Любе Бошкоски е роден на 24 октомври 1960 г. в тетовското село Челопек, тогава в Югославия, днес на територията на Северна Македония. През 1985 г. завършва Юридическия факултет на Скопския университет, впоследствие започва работа в съда, а по-късно е юрисконсулт на здравноосигурителен фонд в Ровин, Хърватия.

### Политическа кариера
След парламентарните избори през 1998 г. и победата на ВМРО-ДПМНЕ, е назначен за заместник-директор на Дирекцията за сигурност и контраразузнаване (ДСК) в Министерство на вътрешните работи на Република Македония. На 31 януари 2001 г., става държавен секретар на МВР. От 15 май 2001 г. в широкото коалиционно правителство е назначен за министър за вътрешните работи на Република Македония.
След парламентарните избори на 15 септември 2002 г., напуска министърския пост и става депутат в Събранието на Република Македония. През април 2004 г. за Бошкоски са събрани 10 000 подписа и се кандидатира на президентските избори, но Държавната изборна комисия отхвърля кандидатура му заради неизпълнение на условието за 15 години непрекъснато местоживеене в Република Македония.

### Убийство на пакистански граждани
На 2 март 2002 г. около 4:00 часа сутринта местно време (UTC+1 GMT) седем въоръжени лица, шест от тях пакистански граждани и един индийски гражданин, са застреляни близо до ращанските лозя край село Люботен, край границата на Република Македония със Сърбия. Мъжете са убити от формированието „Лъвове“, елитна тактическа единица за специални операции активно дестваща след конфликта от 2001 г. за подпомагане на борбата с тероризма и за незабавни действия в конфликтни райони.
Убийствата довеждат до гневно обществено недоволство в Пакистан, а семействата на жертвите обвиняват властите в Република Македония, че убийствата са по-скоро превишаване на правомощията във войната с тероризма, което македонското правителство поддържа. Международните медии твърдят, че мъжете са убити под „внушението на САЩ“. Говорителката на македонската полиция Миряна Кондеска, заявява, че „...действията са дело на болен мозък“ и че убитите са „загубили живота си в инсценирано убийство“. Отговорни полицейски служители заявяват, че седемте души са убити след нападение на пакистанската група над полицейски патрул, но Кондеска казва, че съдебната и балистична експертиза потвърждават, че операцията е инсценирана.
Любе Бошкоски, за когото се смята, че е заповядал убийствата, отрича твърденията на медиите и семействата на жертвите. Бошкоски предполага, че мъжете са свързани с терористична група планирала атаки над британското, американското и германското посолства в Скопие.
Последвалите разпити в съда на 4 члена на македонските сили за сигурност заключават, че убийствата не са планирани.

### Бошкоски в Хага
През август 2004 г. Бошкоски е задържан в Хърватия, след като му е свален депутатският имунитет в Република Македония. През декември същата година Международният наказателен трибунал за бивша Югославия (МНТБЮ) издава обвинителен акт срещу него и Йохан Тарчуловски.
През март 2005 Бошкоски е предаден на МНТБЮ в Хага. Към него и Тарчуловски са повдигнати обвинения в „нарушаване на законите или обичаите на воюване“ по време на въоръжения конфликт през 2001 година между АНО и силите за сигурност, като например „Вълци“. По това време Бошкоски е министър на вътрешните работи на Република Македония.
Според обвинителния акт, между петък, 10 август 2001 г. и неделя, 12 август 2001 г. силите за сигурност започват сухопътното нападение в предимно албанското село Люботен, срещу цивилни граждани, етнически албанци, и тяхната собственост.
Според Хагския трибунал, Бошкоски, в качеството си на министър на вътрешните работи, „има de jure и de facto управлението и контрола над членовете на полицейските сили, които вземат участие в сочените престъпления“. Трибуналът също претендира, че „Бошкоски е знаел или има основание да се смята, че е знаел за престъпленията, които са му вменяват с обвинителния акт, че са извършени от неговите подчинени“.
Съдебният процес срещу Бошкоски започва на 16 април 2007 г. и приключва на 11 декември 2008 г. с оправдателна присъда за Бошковски и 12 години затвор за полицейския началник Търчуловски.

### Политическа дейност отново в Р. Македония
Любе Бошкоски е посрещнат като национален герой, но скоро влиза в конфликт с ръководството на ВМРО-ДПМНЕ около Никола Груевски. Издига кандидатурата си на президентските избори през 2009, на които печели малко над 14% от гласовете и отпада на първи тур. Създава партията Обединени за Македония, която остро критикува ВМРО-ДПМНЕ. На парламентарните избори през 2011 партията печели само 1,52% от гласовете и нито един мандат.

### Арест и съдебни процеси в Скопие
Ден след изборите, на 6 юни 2011 г. Любе Бошкоски е арестуван пред скопския ресторант „Воденица“ с пари, получени от защитен свидетел на службите за сигурност. Осъден е на първоначално на 7 години затвор за нелегално финансиране на кампанията, а от апелативния и върховния съд – на пет години затвор.
Докато е в затвора, срещу него е повдигнато обвинение за участие в убийство през 2001 г. Осъден е на 12 години, а впоследствие – на 10 и половина години затвор, отново на първа инстанция.
Любе Бошкоски и опозицията считат, че процесите са изцяло политически мотивирани.